# Auto Modellista
Auto Modellista è un simulatore di guida sviluppato e distribuito da Capcom nel 2002 per GameCube, PlayStation 2 e Xbox.

## Modalità di gioco
Il gioco è composto da 6 modalità differenti: Garage Life, Network, VJ & Theater, Arcade, Versus e Time Attack.
La modalità Network prevede delle gare on-line per i giocatori sparsi nel mondo, mentre Garage Life raffigurerebbe la modalità Carriera. Gareggiando in diversi campionati di crescente difficoltà, i giocatori sbloccheranno vetture, componenti e attrezzature bonus per il garage.
Il VJ & Theater costituisce un sistema per elaborare i dati dei replay salvati durante le varie gare.

## Tecnica
La grafica di gioco è stata realizzata con la tecnica del cel-shading.
Il modello di guida è improntato sulla mescolanza tra l'arcade e il simulativo.

## Accoglienza
Il gioco è stato valutato positivamente per quanto riguarda la realizzazione grafica, il sonoro e il modello di guida, mentre è stato criticato per quanto riguarda il frame rate che cala sui circuiti in cui è presente la pioggia, l'eccessiva facilità iniziale e la poca longevità dei campionati.